# رولاند ویرا
رولاند ویرا (انگلیسی: Roland Vieira؛ زادهٔ ۱۶ اوت ۱۹۷۹) بازیکن فوتبال اهل فرانسه است.
از باشگاه‌هایی که در آن بازی کرده‌است می‌توان به باشگاه فوتبال المپیک لیون، باشگاه فوتبال سیون، و باشگاه فوتبال آنژه اشاره کرد.